# بیمارستان مجازی
بیمارستان مجازی یک سامانه کاملاً خودکار است که به صورت آنلاین به معاینه و تشخیص بیماری کاربران پرداخته و راهنمایی لازم را تا حد امکان به آنان ارائه می‌دهد. بیماران با مراجعه به این سامانه، علائم و مشاهدات خود را وارد نموده و سامانه با بررسی شرح حال و سابقه بیمار، و با پرسیدن سؤالات مرتبط بیشتر درست مانند یک پرشک ـ بیماری احتمالی شخص را تشخیص می‌دهد و با توجه به نوع بیماری، شخص را برای مراحل بعدی از قبیل اطلاعات عمومی، مراقبت و مراجعه به پزشک هدایت می‌کند. بیمارستان مجازی دستاوردی است از تلفیق و همکاری سه حوزه پزشکی IT و انفورماتیک پزشکی. بومی سازی دانش پزشکی، کاهش مراجعات غیر ضروری، افزایش استفاده عمومی، کمک به پزشکان، و توریسم سلامت از اهداف این مقاله است.

## تاریخچه بیمارستان مجازی
در آغاز دهه نود به دلیل بروز مشکل ناتوانی سیستم خدمات بهداشتی دولتی و افزایش روزافزون جمعیت کهنسال در فنلاند، اولین بیمارستان مجازی در پاییز ۱۹۹۸ توسط یک شرکت کوچک فنلاندی راه اندازی شد؛ که در این بیمارستان مجازی امکان دسترسی به پایگاه اطلاعات دارو، گفتگوی اینترنتی، دریافت، ذخیره اطلاعات و افزودن به اطلاعات شبکه وجود داشت.

## اهداف اساسی
- آموزش بیماران، کارکنان سلامت و دانشجویان
- پیشرفت درمان بیماران، بازیابی سلامتی و بالا بردن امید به زندگی
- استفاده از جدیدترین، رایج‌ترین و معتبرترین اطلاعات سلامت
- امکان تحقیق و تبادل اطلاعات در سطح جهانی

## کاربردهای یک بیمارستان مجازی
- ارزیابی کارکنان
- آشنایی با مشخصات کلینیکی
- آموزش‌های تخصصی
- آموزش از راه دور
- تله مدیسین‏